# Axel Pons
Axel Pons Ramón (* 9. April 1991 in Barcelona) ist ein spanischer Motorradrennfahrer. Er ist der Sohn des zweifachen Motorrad-Weltmeisters der 250-cm³-Klasse Sito Pons sowie der ältere Bruder des ehemaligen Moto2-WM-Piloten Edgar Pons, der 2020 für Federal Oil Gresini antrat.

## Karriere
Sein Debüt in der Motorrad-Weltmeisterschaft gab Pons 2008 in der 125-cm³-Klasse für das Team Jack & Jones WRB.
Vom 2009 bis 2017 bestritt er seine Rennen in der zweithöchsten Klasse, der 250-cm³- bzw. Moto2-Kategorie; fünf Jahre im Team seines Vaters, drei bei AGR und eines bei RW Racing. Seine besten Resultate waren zwei siebte Plätze, seine beste Gesamtplatzierung der 16. Gesamtrang in der Saison 2016.

## Statistik
In der Motorrad-WM
| Saison | Klasse  | Motorrad   | Rennen | Siege | Podien | Poles | Schn. Rennrunden | Punkte | Ergebnis |
| ------ | ------- | ---------- | ------ | ----- | ------ | ----- | ---------------- | ------ | -------- |
| 2008   | 125 cm³ | Aprilia    | 3      | —     | —      | —     | —                | —      | —        |
| 2009   | 250 cm³ | Aprilia    | 16     | —     | —      | —     | —                | 3      | 26.      |
| 2010   | Moto2   | Pons-Kalex | 14     | —     | —      | —     | —                | 7      | 33.      |
| 2011   | Moto2   | Pons-Kalex | 12     | —     | —      | —     | —                | 1      | 32.      |
| 2012   | Moto2   | Kalex      | 17     | —     | —      | —     | —                | 11     | 24.      |
| 2013   | Moto2   | Kalex      | 17     | —     | —      | —     | —                | 6      | 25.      |
| 2014   | Moto2   | Kalex      | 17     | —     | —      | —     | —                | 28     | 23.      |
| 2015   | Moto2   | Kalex      | 16     | —     | —      | —     | —                | 41     | 19.      |
| 2016   | Moto2   | Kalex      | 18     | —     | —      | —     | —                | 55     | 16.      |
| 2017   | Moto2   | Kalex      | 17     | —     | —      | —     | —                | 27     | 19.      |
| Gesamt | Gesamt  | Gesamt     | 147    | —     | —      | —     | —                | 179    |          |

## Trivia
Axel Pons wandert seit März 2023 barfuß von Spanien nach Indien. Er verzichtet dabei auf jeglichen Luxus.